# Idaea contractalis
Idaea contractalis är en fjärilsart som beskrevs av Walker 1865. Idaea contractalis ingår i släktet Idaea och familjen mätare. Inga underarter finns listade i Catalogue of Life.